# Krzysztof (Sakowicz)
Krzysztof, imię świeckie Chryzant Sakowicz (ur. 1833 w Swiatcu na Wołyniu, zm. 3 lutego?/15 lutego 1897) – rosyjski mnich prawosławny, autor poezji religijnej i paraliturgicznych pieśni popularnych w Rosyjskim Kościele Prawosławnym oraz w Polskim Autokefalicznym Kościele Prawosławnym.

## Życiorys
Syn prawosławnego księdza Jana Sakowicza, proboszcza parafii w Swiatcu (powiat krzemieniecki guberni wołyńskiej) i jego żony Darii z domu Sawłuczyńskiej. W wieku sześciu lat stracił matkę. Podobnie jak większość męskich potomków kapłanów, w wieku dziewięciu lat został oddany do niższej Szkoły Duchownej w Krzemieńcu. Po jej ukończeniu w 1849 kontynuował naukę teologii w Wołyńskim Seminarium Duchownym w tym samym mieście. Na trzecim roku nauki porzucił szkołę i wyjechał do Kijowa, po czym został posłusznikiem w Ławrze Peczerskiej. Zwierzchnik monasteru, metropolita kijowski Filaret, nie zgodził się jednak na złożenie przez niego wieczystych ślubów mniszych i polecił mu powrócić do seminarium i ukończyć szkołę. Po uzyskaniu dyplomu w 1855 Chryzant Sakowicz ponownie udał się do Ławry Peczerskiej. Ponownie został posłusznikiem, jednak i tym razem przełożony monasteru nie zgodził się na jego pozostanie we wspólnocie. Wstąpił wówczas do monasteru św. Onufrego w Jabłecznej. Zniechęcony brakiem duchowego przewodnictwa w tymże klasztorze, wyjechał do ławry Świętogórskiej, dowiedziawszy się, że przebywał w niej mnich-zatwornik. Duchowny ten po dwóch miesiącach polecił mu odejść z klasztoru.
Rozpoczął samotną pielgrzymkę do świętych miejsc Rosyjskiego Kościoła Prawosławnego – był w Woroneżu, Zadońsku, monasterze Zaśnięcia Matki Bożej w Sarowie oraz w Ławrze Troicko-Siergijewskiej. Ostatecznie nie wstąpił jednak do żadnego z odwiedzonych klasztorów, lecz wrócił na rodzinny Wołyń. Od 1864 do 1868 był nauczycielem w szkole przy monasterze w Horodyszczu, przez kolejne cztery lata – w szkole ludowej w Żukowsku, zaś od 1872 do 1873 – sekretarzem bractwa Świętych Cyryla i Metodego w Ostrogu.
Planował przyjęcie święceń kapłańskich jako mężczyzna żonaty, jednak na krótko przed przyjęciem sakramentu kapłaństwa zmarła jego narzeczona. Hrabina Antonina Błudowa namówiła go, by mimo to został kapłanem-celibatariuszem i objął parafię w Brykowce, gdzie wcześniej był nauczycielem. Święcenia kapłańskie przyjął 17 września 1879. W brykowskiej parafii prowadził działania antyalkoholowe, działania katechetyczne oraz podniósł jakość śpiewu cerkiewnego wiernych. Ks. Chryzant Sakowicz w Brykowce napisał w języku rosyjskim zbiór wierszy paraliturgicznych zatytułowanych "Духовные песнопения"  (Duchownyje piesnopienija, pol. "Pieśni religijne"), które wydano później w drukarni Ławry Poczajowskiej.

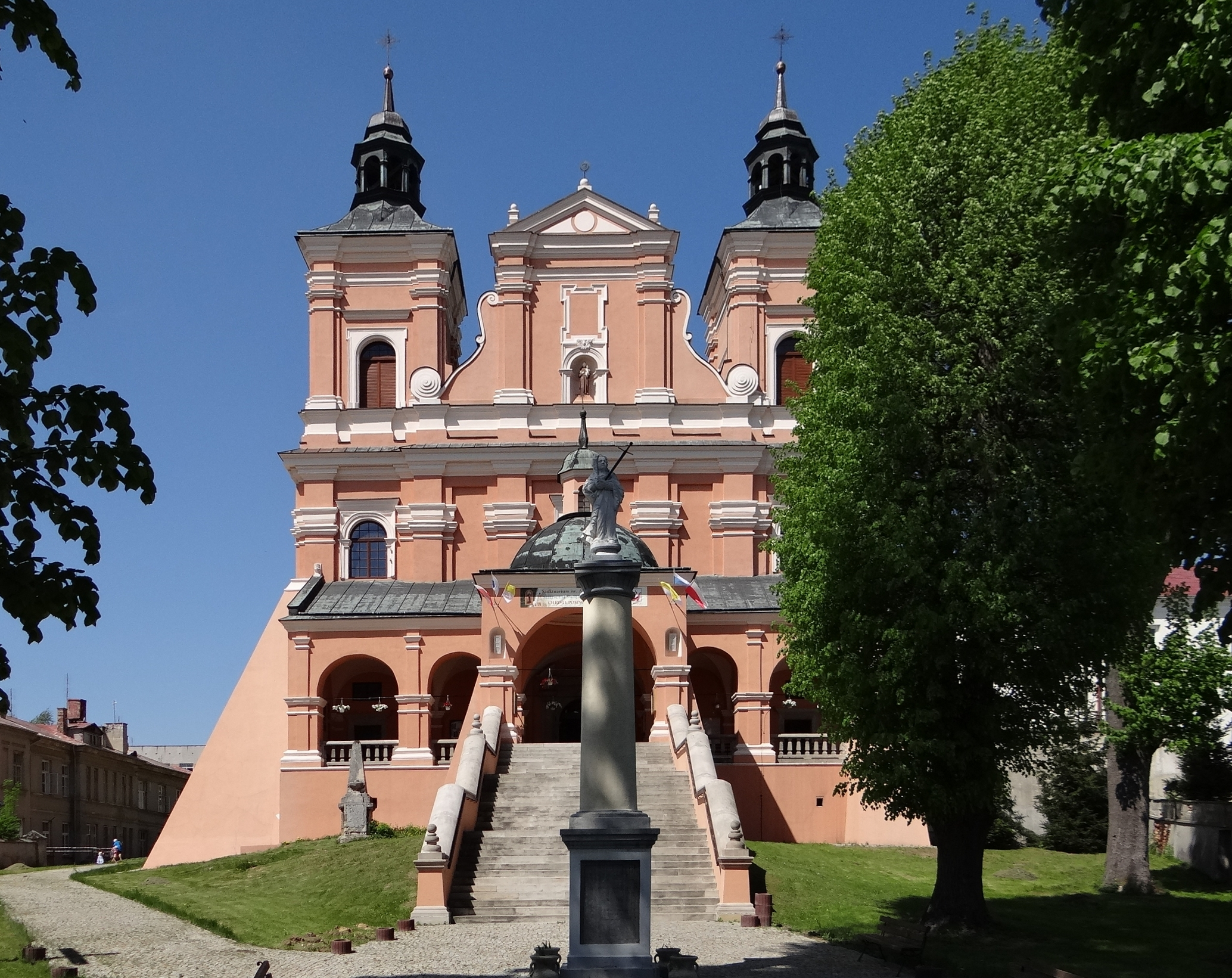
Nagrobek hieromnicha Krzysztofa przy wejściu do kościoła klasztornego (w latach 1881–1915 cerkwi monasterskiej) – widoczny po lewej stronie schodów

Zachęcony przez biskupa wołyńskiego, ks. Sakowicz postanowił zostać mnichem w ławrze Poczajowskiej i 19 grudnia 1886 złożył w niej wieczyste śluby mnisze z imieniem Krzysztof. W roku następnym został skierowany do pracy w seminarium duchownym w Chełmie jako spowiednik seminarzystów i uczniów szkoły duchownej w Chełmie, gdzie był również nauczycielem. W 1891 został zaliczony w poczet mnichów zamieszkujących przy soborze Narodzenia Matki Bożej w Chełmie, przy biskupie chełmskim. We wrześniu tego samego roku mianowano go przełożonym monasteru św. Antoniego w Radecznicy.
Hieromnich Krzysztof zainicjował remont zabudowań klasztornych, jak również zadbał o jego wyposażenie w utensylia i szaty liturgiczne. Działał na rzecz popularyzowania wśród wiernych muzyki cerkiewnej, prowadził szkołę parafialną. Do jednej z kaplic położonej na terenie monasteru osobiście wykonał ikonostas. W monasterze w Radecznicy przebywał do śmierci w dniu 15 lutego 1897. Trzy dni później został pochowany, a w jego pogrzebie uczestniczyło ok. 300 osób. Grób Krzysztofa (Sakowicza) znajduje się z lewej strony przy wejściu do głównej świątyni klasztornej. Jego nagrobek pozostał na terenie klasztoru także po tym, gdy po odzyskaniu niepodległości przez Polskę odzyskali go pierwotni właściciele – zakon bernardynów.

## Twórczość
Jeszcze w młodości przyszły hieromnich miał możliwość poznania popularnych wśród wiernych na Wołyniu (jak również na Wileńszczyźnie, Podlasiu, Chełmszczyźnie, Grodzieńszczyźnie i Polesiu) pieśni paraliturgicznych. Pierwsze utwory prawosławne utwory paraliturgiczne na terenie prawosławnej metropolii kijowskiej pisano w II poł. XVI w. Były to pieśni bożonarodzeniowe tworzone na ludowe melodie. W XVII w. autorami prawosławnej poezji religijnej do której komponowano melodie byli: ihumen kupiatycki Atanazy Brzeski (Filipowicz), hieromnich Epifaniusz (Sławinecki), arcybiskup mścisławsko-mohylewski Jerzy (Konisski), poeta i kompozytor Hryhorij Skoworoda oraz metropolita rostowski Dymitr. Część poezji tego ostatniego autora na trwałe weszło do zbioru utworów paraliturgicznych Cerkwi Prawosławnej. Paraliturgiczne kompozycje powstały również w okresie, gdy na Wołyniu dominowało wyznanie unickie. Duży wpływ na unicką paraliturgikę wywarł Kościół rzymskokatolicki oraz tradycja muzyczna Europy Zachodniej. Na obszarze unickiej metropolii kijowskiej powstawały kanty, kolędy, pieśni wielkopostne, bożonarodzeniowe i pokutne, utwory ku czci świętych i Bogurodzicy. Drukowano je w monasterze bazyliańskich klasztorach w Supraślu, Lwowie i Poczajowie. Były rozpowszechniane wśród wiernych w książkach o nazwie Bogogłasnik (ukr. Богогласник). Pieśni te, mimo swojej wymowy nie zawsze zgodne z prawosławną tradycją, nie były zwalczane przez duchowieństwo po tym, gdy w II poł. XVIII w. i I poł. XIX w. ludność wymienionych regionów wracała z unii na prawosławie. Rozpowszechnianie Bogogłasników było nadal legalne. Chryzant Sakowicz, będąc proboszczem w Brykowce, napisał własne pieśni paraliturgiczne i skomponował do nich melodię. Kontynuował pisanie wierszy już jako mnich. Przed 1896 wydał w drukarni Ławry Poczajowskiej tom "Духовные песнопения"  (pol. "Pieśni religijne"). Kolejne wydanie prac, napisanych już w Radecznicy, został opublikowany pośmiertnie przez Bractwo Przenajświętszej Bogurodzicy w Chełmie w 1913 z inicjatywy mnicha Pimena (Gorbunowa) i z błogosławieństwa biskupa chełmskiego Eulogiusza. Zawierał obszerny zbiór wierszy, z czego do jedenastu autor opracował muzykę. Pieśni hieromnicha Krzysztofa poruszały tematykę związaną ze świętami prawosławnymi, sakramentami, wychwalały Chełmską Ikonę Matki Bożej, Maryję i Chrystusa, św. Antoniego Pieczerskiego i Onufrego Wielkiego, przedstawiały zasady życia chrześcijańskiego.
Najważniejszym dziełem hieromnicha Krzysztofa była obszerna Kriestnaja piesn' (ros. Крестная Песнь; pol. tłum. Pieśń przy Krzyżu) – wierszowane rozważania nad Męką Pańską i postawą ludzi wobec śmierci Chrystusa. Duchowny napisał najdłuższą pieśń utworu jeszcze jako proboszcz parafii w Brykowce. Większa część Kriestnoj piesni została napisana w monasterze w Radecznicy. Pierwotnie duchowny zamierzał propagować go jedynie wśród parafian, jako pieśń wielkopostną. Dzieło zyskało znacznie szerszą popularność. Wydano je w końcu XIX wieku, a II wydanie z 1905 (wyd. Ławra Poczajowska) cieszyło się dużą popularnością wśród wiernych.  Świątobliwy Synod Rządzący odznaczył autora pieśni jednym z najwyższych odznaczeń cerkiewnych – złotym krzyżem.
W nieznanych szerzej okolicznościach Kriestnaja Piesn'  stała się podstawą do wykonywania w cerkwiach jako odrębnego utworu wielkopostnego, który w szczególny sposób wpisał się w duchowość prawosławnych północnego Podlasia i Białostocczyzny. Kriestnaja Piesn' nadal jest śpiewana w różnych parafiach Polskiego Autokefalicznego Kościoła Prawosławnego.